# Zeferino Namuncurá
Zeferino Namuncurá (nome original Ceferino; Chimpay, 26 de agosto 1886 – Roma, 11 de maio 1905) foi um salesiano leigo argentino. 
Foi beatificado em 11 de novembro de 2007 em Chimpay pelo cardeal Tarcisio Bertone, sendo o primeiro índio da América do Sul beatificado; a cerimônia foi a primeira fora do Vaticano.

## A infância de Ceferino
Nasceu na missões mapuches de Chimpay. Era filho de Rosario Burgos (prisioneira "huinca" chilena) e do cacique Manuel Namuncurá, um célebre líder que lutou heroicamente na batalha de 5 de maio de 1883 contra o Exército Argentino (comandado pelo general Julio Argentino Roca) e neto do caudilho mapuche Calfucurá. O sobrenome Namuncurá, em mapudungun significa "Pé de pedra" (namun = pie, cura = piedra) significando alguém firme, decidido. Com um ano de idade, em 1887, Ceferino salva-se milagrosamente de morrer afogado no Rio Negro, enquanto brincava às suas margens. Nesse mesmo ano, em 24 de dezembro, véspera do Natal, foi batizado pelo missionário salesiano padre Domingo Milanesio, grande defensor do povos nativos. Aos 11 anos de idade pede a esse salesiano que o leve para estudar e então logo regressar, para assim poder ensinar ao seu povo.

## Seu ingresso e vida no Colégio Salesiano
Seu pai, sendo o cacique da nação mapuche, é elevado à patente de Coronel da Nação, o que o leva a Buenos Aires, sendo recebido pelo General Luis Maria Campos, seu amigo e então Ministro da Guerra e Marinha. Ceferino ingressa nas oficinas que as Forças Armadas tinha na localidade de Tigre e ali permacene por 3 meses, mas logo escreve a seu pai para que o tire dali porque não gosta nem desse ambiente nem dessa profissão. O Coronel Manuel Namuncurá recorre a seu amigo, o Doutor Luis Sáenz Peña, ex-presidente argentino, que recomenda Ceferino aos Salesianos. Em 20 de setembro de 1897, Ceferino é matriculado como aluno estudante interno.
Paulatinamente, Ceferino vai se adaptando ao ambiente: dedica-se de corpo e alma ao estudo, aprende o idioma castelhano e apaixonadamente o catecismo. É um excelente, divertido e paciente companheiro. Em 8 de setembro de 1898 Ceferino recebe a Primeira Comunhão em um ano mais tarde, em 5 de novembro de 1899, recebe o Sacramento da Confirmação (ou Crisma) na Igreja Paroquial de São Carlos Borromeu das mãos de Monsenhor Gregório Romeno. Uma das curiosidades na vida de Ceferino Namuncurá é que ele e Carlos Gardel (futuro ator e cantor de tangos) eram amigos e alunos internos do Colégio Salesiano Pio IX: ambos integraram o coro, cantaram juntos na capela e em atos culturais

## A tuberculose e o seu retorno a Viedma
A princípios de 1902 sua saúde começa a deteriorar-se e através dos exames médicos que foram realizados percebeu-se que Ceferino contraiu tuberculose. Monsenhor Juan Cagliero, então, decide transladar-lo a Viedma com a esperança de que os ares nativos ajudem a recuperar sua saúde. Assim, em começos de 1903, no Colégio São Francisco de Sales de Viedma, começa seus estudos secundários como aspirante salesiano. O padre médico Evasio Garrone, juntamente com o enfermeiro do hospital, o Beato Artémides Zatti cuidam de Ceferino. Aos 19 de julho de 1904, com 17 anos, Ceferino é levado para Turim (Itália), por Monsenhor Cagliero, onde os salesianos acreditaram que poderia recuperar a saúde e poderia continuar seus estudos rumo ao sacerdócio.

## Estadia na Itália e seu encontro com o Papa Pio X
Estudou no Colégio Villa Sora (Frascati), Roma. Em Turim, o Beato Miguel Rua, o primeiro sucessor de São João Bosco conversou várias vezes com Ceferino, mas o grande acontecimento de sua vida aconteceu aos 27 de setembro de 1904: Ceferino visitou o Papa Pio X, junto a Monsenhor Cagliero, os padres José Vespignani e Evasio Garrone, além de outros salesianos. Encomendaram a Ceferino a tarefa de pronunciar um breve discurso com palavras singelas, e a seguir presenteia o Papa com um Quillango mapuche. Pio X se comoveu e ofereceu-lhe uma medalha

## Morte e elevação aos altares
Em março de 1905 a tuberculose fez estragos na saúde de Ceferino e a cruel enfermidade avançou inexoravelmente. Foi internado no Hospital dos Irmãos de São João de Deus e  atendido duas vezes por dia pelo Dr. José Lapponi, médico pessoal dos Papas Leão XIII e Pio X.
No dia 11 de maio desse mesmo ano, aos 18 anos de idade, Ceferino faleceu, acompanhado por Monsenhor Cagliero, a quem disse suas últimas palavras: "Bendito seja Deus e Maria Santíssima. Basta que eu possa salvar a minha, em todo o demais faça-se a vontade de Deus".
Suas exéquias foram muito simples, assim como a sua vida. Foi sepultado um dia após o seu falecimento no Cemitério Popular de Roma, em Campoverano, com a presença de uns poucos salesianos e companheiros de estudo, sob a sombra de uma simples cruz de madeira, que assinalava o lugar onde jaziam seus restos. Em 1924 os restos de Ceferino Namuncurá são repatriados por ordem do presidente Marcelo T. de Alvear e levados ao cemitério de Fortín Mercedes.
Em 1930 o padre Luís Pedemonte começa a propagar as virtudes e a devoção ao "Santo Indinho", motivo pelo qual recolhe e publica abundantes testemunhos de graças recebidas por aqueles que a ele rezavam e que o conheceram pessoalmente.
Em 2 de maio de 1944 se inicia a Causa de Beatificação e em 3 de março de 1957 o Papa Pio XII a prova a intrudução da causa de beatificação de Ceferino Namuncurá. Quinze anos mais tarde, em 22 de junho de 1972, o Papa Paulo VI o declara Venerável: foi o primeiro argentino a chegar a essa altura de santidade. Desde 1991 seus restos mortais descansam no Santuário de Nossa Senhora Auxiliadora de Fortín Mercedes.
Uma junta médica do Vaticano considerou que a cura de Valeria Herrera, uma jovem mãe de Córdoba, Argentina, (que contava 24 anos no ano 2000), afetada por um câncer de útero, foi um milagre ocorrido pela intercessão de Ceferino Namuncurá. Valeria Herrera chegou, inclusive, a poder conceber filhos. Este foi o antecedente que se teve em conta para a sua beatificação.
Em 7 de julho de 2007 o Papa Bento XVI assinou o decreto que declara Ceferino Namuncurá como beato. O Pontífice recebeu o Cardeal José Saraiva Martins, na ocasião prefeito da Congregação para a Causa dos Santos, e autorizou a referida congregação a promulgar uma série de decretos, entre os quais declara beato o "Servo de Deus Ceferino Namuncurá"
Em 11 de novembro de 2007, o Legado Papal, Cardeal Tarcísio Bertone, proclamou Ceferin Namuncurá Beato, diante de mais de cem mil pessoas, na cerimônia de beatificação em Chimpay, Rio Negro, terra natal do jovem salesiano, sendo fixada a festa religiosa no dia 26 de agosto, data de seu nascimento. Na cerimônia de beatificação o delegado do Papa e Cardeal Tarcísio Bertone, repetindo as declarações de Bento XVI no Brasil, afirmou que "o Evangelho nunca destrói os valores que há numa cultura, mas os assimila e aperfeiçoa. O novo beato nunca esqueceu que era indígena e sempre tratou de ser útil à sua gente".
Finalmente, aos 12 de agosto de 2009 - e não sem gerar grande polêmica - as cinzas de Ceferino Namuncurá foram transladas a pedido de seus descendentes, deixando Fortín Mercedes, onde repousavam, para a localidade de San Ignacio, também na província de Neuquén, onde vivem seus familiares. O traslado foi feito após uma missa, da qual participaram a família do Beato e também Valeria Herrera (peça chave no processo de beatificação que se beneficiou da intercessão de Ceferino Namuncurá na cura do já citado câncer de útero). Ao final da missa, partiram de carro, seguidos por escolta policial até a referida localidade, onde encontra-se também sepultado o Cacique Manuel Namuncurá, pai de Ceferino.

## O legado de Ceferino na cultura argentina
A devoção popular a Ceferino Namuncurá foi-se difundindo desde meados do século XX por toda a Argentina. Assim, desde o final da década de 1960, já era muito comum encontrar santinhos dedicados a São Ceferino em plena Cidade de Buenos Aires. Dessa forma, sua foto tornou-se muito popular, graças principalmente às muitas papeletas de propaganda nas quais se ofereciam serviços de encanadores, marceneiros e trabalhadores de ofícios afins.